# 2. Unterseebootsflottille
De 2. Unterseebootsflottille, ook bekend onder de naam Unterseebootsflottille Saltzwedel, was een operationele eenheid U-Boten van de Kriegsmarine. De eenheid werd in september 1936 opgericht en kwam onder leiding te staan van Werner Scheer. De naam verwijst naar Oberleutnant zur See Reinhold Saltzwedel, die in de Eerste Wereldoorlog in zijn UB 81 sneuvelde.
91 U-Boten maakten tijdens het bestaan van de eenheid deel uit van de 3. Unterseebootsflottille. De eenheid zat in haar eerste jaren gevestigd in Kiel en werd in juni 1940 overgeplaatst naar het Duitse Wilhelmshaven. Nog geen jaar later, in mei 1941, na de Slag om Frankrijk werd de eenheid overgeplaatst naar Onderzeebootbasis Lorient in Frankrijk. In augustus 1944 na Operatie Overlord vertrokken de laatste boten richting een nieuwe eenheid in het nog veilige Noorwegen. Enkele maanden later, in oktober, werd de 2. Unterseebootsflottille officieel opgeheven.

## Commandanten
- september 1936 - juli 1937 - Fregattenkapitän Werner Scheer[1]
- oktober 1937 - september 1939 - Korvettenkapitän Hans Ibbeken[1]
- januari 1940 - mei 1940 - Korvettenkapitän Werner Hartmann[1]
- mei 1940 - juli 1941 - Korvettenkapitän Heinz Fischer[1]
- augustus 1941 - januari 1943 - Korvettenkapitän Victor Schütze[1]
- januari 1943 - oktober 1944 - Fregattenkapitän Ernst Kals[1]

## Organisatie
De 2. Unterseebootsflottille maakte deel uit van de Führer der Unterseeboote West (F.d.U. West), dat was gevestigd in Parijs. Naast de 2. Unterseebootsflottille maakte ook de volgende eenheden deel uit van de F.d.U. West:
- 1. Unterseebootsflottille, met het hoofdkwartier in Brest
- 3. Unterseebootsflottille, met het hoofdkwartier in La Rochelle
- 6. Unterseebootsflottille, met het hoofdkwartier in St. Nazaire
- 7. Unterseebootsflottille, met het hoofdkwartier in St. Nazaire
- 9. Unterseebootsflottille, met het hoofdkwartier in Brest
- 10. Unterseebootsflottille, met het hoofdkwartier in Lorient
- 12. Unterseebootsflottille, met het hoofdkwartier in Bordeaux